# BANANA ICE
BANANA ICE是日本的一隊Hip Hop組合，由下町兄弟組成。他們曾為多啦A夢的大長篇《大雄與機械人王國》創作主題曲和插曲。於1992年組成。

## 外部連結
- BANANA ICE官方網站（页面存档备份，存于）